# Ceratomyxa gibba
Ceratomyxa gibba is een microscopische parasiet uit de familie Ceratomyxidae. Ceratomyxa gibba werd in 1960 beschreven door Meglitsch. 